# هروه شراینر
هروه شراینر (انگلیسی: Hervé Schreiner؛ زادهٔ ۲۹ نوامبر ۱۹۷۴) بازیکن فوتبال اهل فرانسه است.
از باشگاه‌هایی که در آن بازی کرده‌است می‌توان به باشگاه فوتبال پاریس و باشگاه فوتبال سوشو اشاره کرد.